# Holotheria
Clade
Taxons de rang inférieur
- †Amphidontoidea
- †Amphilestidae
- †Chronoperatidae
- †Eutriconodonta
- †Kuehneotheria
- †Gobiconodonta
- Trechnotheria

Les Holotheria (holothères en français) sont un clade extrêmement diversifié de mammifères descendant du dernier ancêtre commun de Kuehneotherium et des Theria (groupe comprenant les marsupiaux et placentaires).

## Publication originale
- (en) John R. Wible, Guillermo W. Rougier, Michael J.Novacek et Malcolm C. McKenna, « Earliest Eutherian Ear Region: A Petrosal Referred to Prokennalestes from the Early Cretaceous of Mongolia », American Museum Novitates, New York, Musée américain d'histoire naturelle, vol. 3322,‎ janvier 2001, p. 1-44 (ISSN 0003-0082 et 1937-352X, OCLC 47720325, DOI 10.1206/0003-0082(2001)322<0001:EEERAP>2.0.CO;2, lire en ligne).